# Halime Hatun
Halime (Hâlimâ) Hatun (osmansky حلیمہ خاتون‎)  byla manželka vůdce kmene Kayı Ertuğrula Gaziho a matka prvního osmanského sultána Osmana I., který byl zakladatelem Osmanské dynastie a říše.

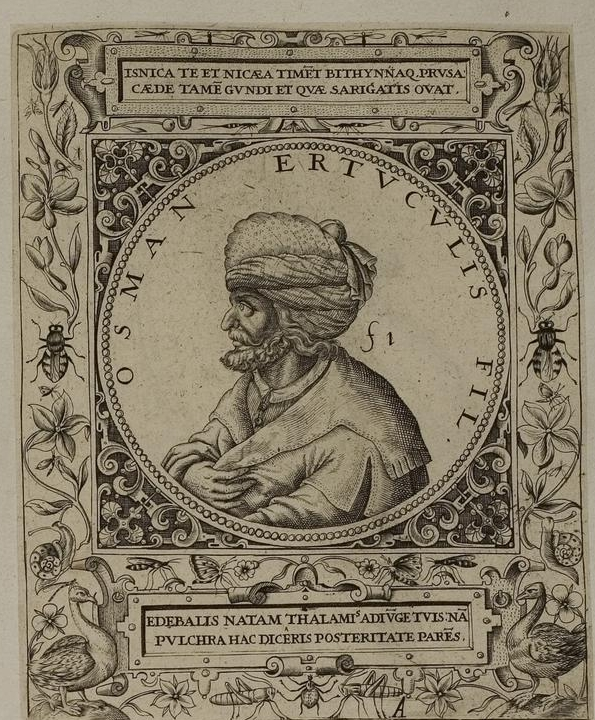
Syn Halime Hatun, sultán Osman I.

## Původ
Především to byla seldzucka princezna Halime sultán. Její strýc byl sultán Alladin Keykubat.Otraveny 1237.Jmenuje se po něm Alanya v Turecku. V této době působil v říši významný architekt a vezir emir Saadetin Kopek. On stal u zrodu zajímavých staveb. Nakonec byl v roce 1239 popraven.
Svému manželovi porodila 3 syny:
- Osman I.
- Gündüz Alp
- Savji Bey